# Chikiti
Chikiti (o Chikati, Chikitigarh) è una città dell'India di 10.801 abitanti, situata nel distretto di Ganjam, nello stato federato dell'Orissa. In base al numero di abitanti la città rientra nella classe IV (da 10.000 a 19.999 persone).

## Geografia fisica
La città è situata a 19° 11' 60 N e 84° 37' 0 E e ha un'altitudine di 39 m s.l.m..

## Società

### Evoluzione demografica
Al censimento del 2001 la popolazione di Chikiti assommava a 10.801 persone, delle quali 5.453 maschi e 5.348 femmine. I bambini di età inferiore o uguale ai sei anni assommavano a 1.224, dei quali 577 maschi e 647 femmine. Infine, coloro che erano in grado di saper almeno leggere e scrivere erano 6.785, dei quali 4.057 maschi e 2.728 femmine.